# Atlantisch orkaanseizoen 2019
Het Atlantisch orkaanseizoen 2019 was een hyperactief Atlantisch orkaanseizoen, met 19 benoemde stormen, waarvan er zes zich ontwikkelden tot een orkaan en drie zich verder hadden ontwikkeld tot een majeure orkaan.

## Cyclonen
- Subtropische storm Andrea (substorm)
- Orkaan Barry (categorie 1)
- Tropische depressie 3 (depressie)
- Tropische storm Chantal (storm)
- Orkaan Dorian (categorie 5)
- Tropische storm Erin (storm)
- Tropische storm Fernand (storm)
- Tropische storm Gabrielle (storm)
- Orkaan Humberto (categorie 3)
- Tropische storm Imelda (storm)
- Orkaan Jerry (categorie 2)
- Tropische storm Karen (storm)
- Orkaan Lorenzo (categorie 5)
- Tropische storm Melissa (storm)
- Tropische depressie 15 (depressie)
- Tropische storm Nestor (storm)
- Tropische storm Olga (storm)
- Orkaan Pablo (categorie 1)
- Subtropische storm Rebekah (substorm)
- Tropische storm Sebastien (storm)